# فرشاد هاشمی
فرشاد هاشمی (زاده ۱ بهمن ۱۳۷۵) بازیکن فوتبال است که در پست بازی‌ساز برای باشگاه فوتبال سایپا در لیگ برتر فوتبال ایران بازی می‌کند.
وی همچنین برای برای تیم ملی فوتبال جوانان و تیم ملی فوتبال دانشجویان ایران نیز بازی کرده‌است.
هافبک بازیساز اسبق تیم فوتبال سیاه جامگان در تاریخ ۲۷ تیر ۹۶ با عقد قراردادی سه ساله به تیم پرسپولیس تهران پیوست.

## باشگاه‌ها

### سایپا
فرشاد هاشمی کاپیتان سابق امیدهای سایپا که در ۲۸ خرداد ۱۳۵ این باشگاه را ترک کرد.

### سیاه جامگان
فرشاد هاشمی در تاریخ ۲۸ خرداد ۱۳۹۵ سایپا به مفصد ترک سیاه جامگان پیوست لازم است ذکر شود مطابق آمار سازمان لیگ فرشاد هاشمی ۱۹ بازی برای این تیم اتجام داده و ماحصل آن تنها یک کارت زرد و فاقد گل زد بوده است.